# Odoguié
Odoguié ou Odogui est un village dans le Sud de la Côte d'Ivoire dans la région de l'Agnéby-Tiassa. La localité rurale d'Odoguié est administrativement rattachée à la sous-préfecture de Guessiguié dans le département d'Agboville,. 